# Liberalismo em Portugal
Desde o início do liberalismo em Portugal em meados do século XIX, vários partidos, ao ganhar representação no parlamento, continuaram com a ideologia liberal na política portuguesa contemporânea.

## Histórico

### De 1826 até 1926[1]

#### Do Grupo Democrata ao Novo Partido Progressista
- 1826: Os apoiantes da revolução liberal de 1820 fundaram o Grupo Democrata

- 1840: O partido se reorganiza no Partido do Progresso, fundado por João de Saldanha

- 1849: O Novo Partido Progressista se funde com o Partido Regenerador (Conservador)

- 1851: Esta facção deixa o partido e funda o Partido Progressista Histórico/Partido dos Progressistas Históricos

- 1862: O Partido Progressista Histórico se separa do Partido Reformista e do Partido Histórico

- 1876: Ambos os partidos se juntam novamente no Novo Partido Progressista, que finalmente se torna um partido conservador

- 1910: O Novo Partido Progressivo dissolve-se.

#### Partido Republicano Português
- 1872: Liberais revolucionários e radicais fundaram o Partido Republicano Português

- 1891: O partido é banido

- 1906: O partido é restabelecido

- 1910: O partido recém-radicalizado faz uma revolução, e o seu líder, Joaquim Teófilo Braga, é eleito primeiro-ministro do país

- 1911: Um grupo abandona o partido e cria a União Republicana Nacional

- 1912: A União Nacional Republicana se separa, e os liberais criam o Partido Republicano Evolucionista, liderado por António José de Almeida. A ala conservadora continua como União Republicana

- 1919: Uma facção junta-se ao Partido Liberal Republicano (conservador) e os liberais formam o Partido Português Popular

- 1920: O Partido Republicano Reconstituinte se separa, deixando o Partido Republicano Português como um partido radicalmente intransigente, mesmo jacobino, que é banido em 1926. Fundamentos liberais do Partido Republicano Português formam o Partido Republicano Reconstituinte Nacional

- 1922: O Partido da República Portuguesa passa a se chamar Partido Radical

- 1923: O Partido da Ação Republicana funde-se com o Partido Republicano Nacionalista (Conservador), mas no final daquele ano é refundado como o Partido de Ação Republicana

- 1926: O Partido de Ação Republicana é banido.

### De 1985 em diante

#### Partido Social Democrata
O Partido Social Democrata foi membro de pleno direito da Internacional Liberal, de 1985 até 1996. A ideologia do partido é de direita desde Aníbal Cavaco Silva, que atuou como primeiro-ministro de Portugal, de 1985 até 1995, e como presidente do país entre 2006 e 2016.

#### Movimento Liberal Social
- 2017: O Movimento Liberal Social (MLS) é fundado como um movimento (não como um partido político). O atual presidente é Miguel Duarte.

#### Iniciativa Liberal
- 2017: A Iniciativa Liberal, um partido liberal clássico, é fundada e torna-se membro de pleno direito do Partido Europeu pelo grupo ALDE. O então presidente era Miguel Ferreira da Silva. O atual presidente é Rui Rocha.
- 2019: A Iniciativa Liberal elege um deputado em 230, João Cotrim de Figueiredo, nas eleições legislativas de 6 de Outubro, fazendo com que quase 100 anos depois um partido assumidamente liberal volte a ter representação parlamentar.
- 2022: Nas eleições legislativas antecipadas de 30 de janeiro, a Iniciativa Liberal elege 8 deputados em 230, assumindo-se como a quarta força política na Assembleia da República.
- 2024: A Iniciativa Liberal, em mais umas eleições antecipadas (desta vez a 10 de março), repete o feito de 2022, mantendo a sua bancada nos 8 parlamentares em 230; nas eleições europeias de 9 de junho, a Iniciativa Liberal, inscrita no grupo parlamentar Renovar a Europa, consegue eleger 2 eurodeputados, encabeçados por João Cotrim de Figueiredo, num total de 21, tornando-se a quarta força política portuguesa no Parlamento Europeu.

## Partidos
| Escola               | Partido | Partido                  | Líderes                                                                                |
| -------------------- | ------- | ------------------------ | -------------------------------------------------------------------------------------- |
| Liberalismo clássico |         | Iniciativa Liberal       | Miguel Ferreira da Silva, Carlos Guimarães Pinto, João Cotrim de Figueiredo, Rui Rocha |
| Neoliberalismo       |         | Partido Social Democrata | Pedro Passos Coelho                                                                    |